# Marco Quotschalla
Marco Quotschalla (* 25. Juli 1988 in Köln) ist ein ehemaliger deutscher Fußballspieler.

## Karriere
Der Stürmer trainierte zunächst im Kölner Fußballinternat von Jürgen Glowacz. Später wechselte er zu Bayer 04 Leverkusen. 2001 erhielt der damals zwölfjährige Quotschalla einen, für Jugendverhältnisse, hochdotierten Achtjahresvertrag vom 1. FC Köln. Dieser Kontrakt sorgte deutschlandweit für Aufsehen und schwere Kritik. In der Jugend des 1. FC Köln erlitt er zwei schwere Verletzungen. In der U17 saß er lediglich auf der Bank. 2005 sortierte ihn Frank Schaefer, der damalige Kölner Trainer der U19, vollständig aus.
Von 2005 bis 2008 stand Quotschalla bei Alemannia Aachen unter Vertrag und konnte abseits von medialem Interesse wieder Fuß fassen. Im Winter 2007 nahm er als Spieler der U19 mit dem Profikader an diversen Hallenturnieren teil, durfte anschließend unter dem damaligen Trainer Michael Frontzeck am Wintertrainingslager der Profis teilnehmen und rückte wegen Personalsorgen in der Offensive in den Profikader auf. Sein Bundesliga-Debüt gab er am 30. Januar 2007 gegen den FC Schalke 04, wo er eingewechselt wurde; er kam aber nur noch zu einem weiteren Kurzeinsatz. In der Saison 2007/08 wurde Quotschalla in der U23 der Alemannia eingesetzt. Dort kam er in der Hinrunde 2008/09 auf 11 Einsätze und einen Torerfolg.
In der Winterpause 2008/09 wechselte er in die 5. Spielklasse, die NRW-Liga, zunächst zum FC Germania Dattenfeld und zur Folgesaison zum soeben aufgestiegenen Ligakonkurrenten Bonner SC. Nachdem dem Bonner SC die Lizenz für die Saison 2010/11 verweigert worden war, schloss sich Quotschalla der zweiten Mannschaft des FC Schalke 04 an. Dort nahm er auch am Training der 1. Mannschaft teil und wurde während des DFB-Pokal Spiels von Schalke 04 gegen den VfR Aalen am 16. August 2010 zum ersten Mal in einem Pflichtspiel bei den Profis eingewechselt.
Im Januar 2012 wechselte Marco Quotschalla zum Regionalligisten Wuppertaler SV Borussia. Nach zwölf Monaten beim WSV löste der Stürmer im Januar 2013 seinen Vertrag auf und wechselte in die Regionalliga Südwest zu Eintracht Trier. Im Sommer 2014 wurde sein Vertrag nicht verlängert und Quotschalla wechselte zum italienischen Amateurverein NFC Orlandina. Im Januar 2015 unterschrieb er einen Vertrag für den Rest der Saison beim deutschen Regionalligisten TuS Koblenz. Nach dem Abstieg der TuS Koblenz in die Oberliga verließ Quotschalla den Verein nach Ablauf seines Vertrages im Sommer 2015 wieder.
Quotschalla schloss sich anschließend zur Spielzeit 2015/16 dem luxemburgischen Zweitligisten FC Rodingen 91 an. Nach einem Jahr kehrte er nach Deutschland zurück und wechselte zum Oberligisten Sportfreunde Baumberg.
Am 1. Juli 2017 wechselte er zur SG Köln-Worringen in die Bezirksliga Staffel 1 Mittelrhein. Doch schon in der folgenden Winterpause verließ Quotschalla den Verein, der der letzte seiner Fußballerlaufbahn blieb.
Quotschalla arbeitet seit 2020 als Automobilverkäufer bei Mercedes-Benz in Köln.

## Titel
- DFB-Pokal-Sieger 2010/11 mit dem FC Schalke 04